# Audiencie Charcas

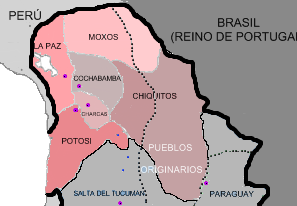
přibližné vymezení audiencie Charcas

Audiencie Charcas (plným oficiálním španělským názvem Audiencia y Cancillería Real de La Plata de los Charcas - česky Královská audience a kancléřství La Plata de los Charcas) byl soudní dvůr španělské koloniální správy v Jižní Americe na území dnešní Bolívie a části přilehlých oblastí sousedních států. V pozdějším koloniálním období se pro tento region začal používat název „Horní Peru“. Založena byla roku 1559 a až do roku 1776 byla součástí peruánského místokrálovství, následně spadala pod místokrálovství Río de la Plata. Sídlem audiencie bylo město La Plata (později přejmenováno na Charcas, dnešní Sucre). Teritorium královské audiencie v průběhu času měnilo svou rozlohu i vnitřní organizaci územně-správních jednotek.